# Daniel Corrêa
Daniel Corrêa Freitas (Juiz de Fora, 22 de janeiro de 1994 — São José dos Pinhais, 27 de outubro de 2018), foi um jogador de futebol brasileiro que atuou como meia. Seu último clube foi o São Bento, no qual jogou emprestado pelo São Paulo.

## Carreira

### Cruzeiro
Daniel começou sua carreira futebolística aos 11 anos, no Cruzeiro. No time mineiro, o jovem foi campeão Brasileiro Juvenil, campeão da Copa do Brasil na categoria Júnior e campeão estadual em três categorias. Ficou na base do time mineiro até 2013, quando foi transferido para o Botafogo.

### Botafogo
Daniel chegou ao clube carioca ainda nas divisões de base, e permaneceu no clube de 2013 a 2014, quando subiu à equipe principal.
Na base do clube, fez parte do elenco que foi campeão do Torneio SPAX CUP e da OPG, sendo um dos destaques da equipe.
Sua primeira partida entre os profissionais ocorreu no dia 20/10/2013, em partida válida pelo Brasileirão daquele ano, no empate por 2–2 com o Vasco, no Maracanã. Ele entrou já perto do fim do jogo, aos 41 minutos do 2o tempo, no lugar de Hyuri, mas foi o suficiente para fazer uma boa jogada e agradar ao técnico Oswaldo de Oliveira.
Em maio de 2014, na partida em que o Botafogo goleou o Criciúma por 6–0, Daniel marcou 3 gols e deu 1 assistência.
Seus outros 2 gols pelo clube foram no clássico com o Fluminense (vitória do Botafogo por 2–0) e um golaço que deu a vitória por 1–0 ao Alvinegro sobre o Santos.
Em setembro de 2014, em jogo do Botafogo contra o Ceará pela Copa do Brasil daquele ano, sofreu uma lesão no ligamento colateral anterior do joelho direito, o que o afastou dos gramados por um longo período, e o atrapalharia pelo resto de sua curta carreira.

### São Paulo
No dia 27 de dezembro de 2014, assinou um contrato de três anos com o São Paulo, após uma disputa com o Palmeiras, que também estava interessado em comprá-lo. Os alviverdes chegaram a estar em vantagem nas tratativas, mas não gostaram do resultado dos exames médicos e abriram mão do negócio. O Tricolor, horas depois, decidiu arcar com os riscos e ficou com o meia.
A expectativa era que Daniel tivesse condições de jogar entre março e maio de 2015. No entanto, um acidente doméstico prejudicou a evolução do tratamento no joelho, sendo necessária uma nova intervenção cirúrgica no local. Após 1 ano se recuperando de uma cirurgia estreou com a camisa tricolor no dia 2 de setembro de 2015 no empate sem gols contra o Joinville pelo Campeonato Brasileiro.

### Coritiba
Em 15 de fevereiro de 2017, foi emprestado pelo São Paulo ao Coritiba.

### Ponte Preta
Em 19 de janeiro de 2018, foi emprestado para a Ponte Preta até o fim do Campeonato Paulista.
No final de abril, Daniel foi devolvido para o São Paulo.

### São Bento
Em 18 de junho de 2018, foi emprestado para o São Bento até o fim do Campeonato Brasileiro - Série B.

## Seleção Brasileira

### Base
Em 2011, Daniel foi convocado pelo técnico Emerson Ávila para a Seleção Brasileira sub-17.

## Morte
O meia foi encontrado morto no dia 27 de outubro de 2018 (2 horas após seu assassinato) em um matagal na Colônia Mergulhão, zona rural de São José dos Pinhais, no Paraná, parcialmente degolado e com o pênis cortado, depois que um morador da região viu marcas de sangue no chão de uma estrada rural e seguiu o rastro até o corpo do jovem. No final do dia, a assessoria de imprensa do jogador confirmou a morte em seu Twitter. O IML, mesmo não divulgado a causa oficial da morte, descreveu que o corpo foi "vítima de arma branca", provavelmente uma faca. Segundo um laudo realizado pela perícia realizado em seu corpo e divulgado dias depois, o jogador apresentava 13,4 decigramas de álcool por litro de sangue, mas que não havia usado drogas.
O São Paulo Futebol Clube, agremiação com a qual Daniel tinha vínculo até o final de 2018, pagará os honorários do atleta a família da vítima até o final do contrato com o mesmo, além de ter ajudado com traslado do corpo e enterro.
Seu corpo foi enterrado no Cemitério Nossa Senhora da Conceição em Conselheiro Lafaiete (MG), cidade na qual ele passou parte da infância. O velório foi realizado no Ginásio Poliesportivo do Clube Carijós, onde ele deu seus primeiros chutes, ainda na infância.

## Títulos
Cruzeiro
- Campeão Mineiro sub-17: 2011
- Campeão Brasileiro sub-17: 2011
- Campeão Brasileiro sub-20: 2012

Botafogo
- Torneio SPAX CUP: 2013
- Taça OPG: 2014

Coritiba
- Campeonato Paranaense: 2017

Ponte Preta
- Campeonato Paulista do Interior: 2018